# Giải Cánh diều 2006

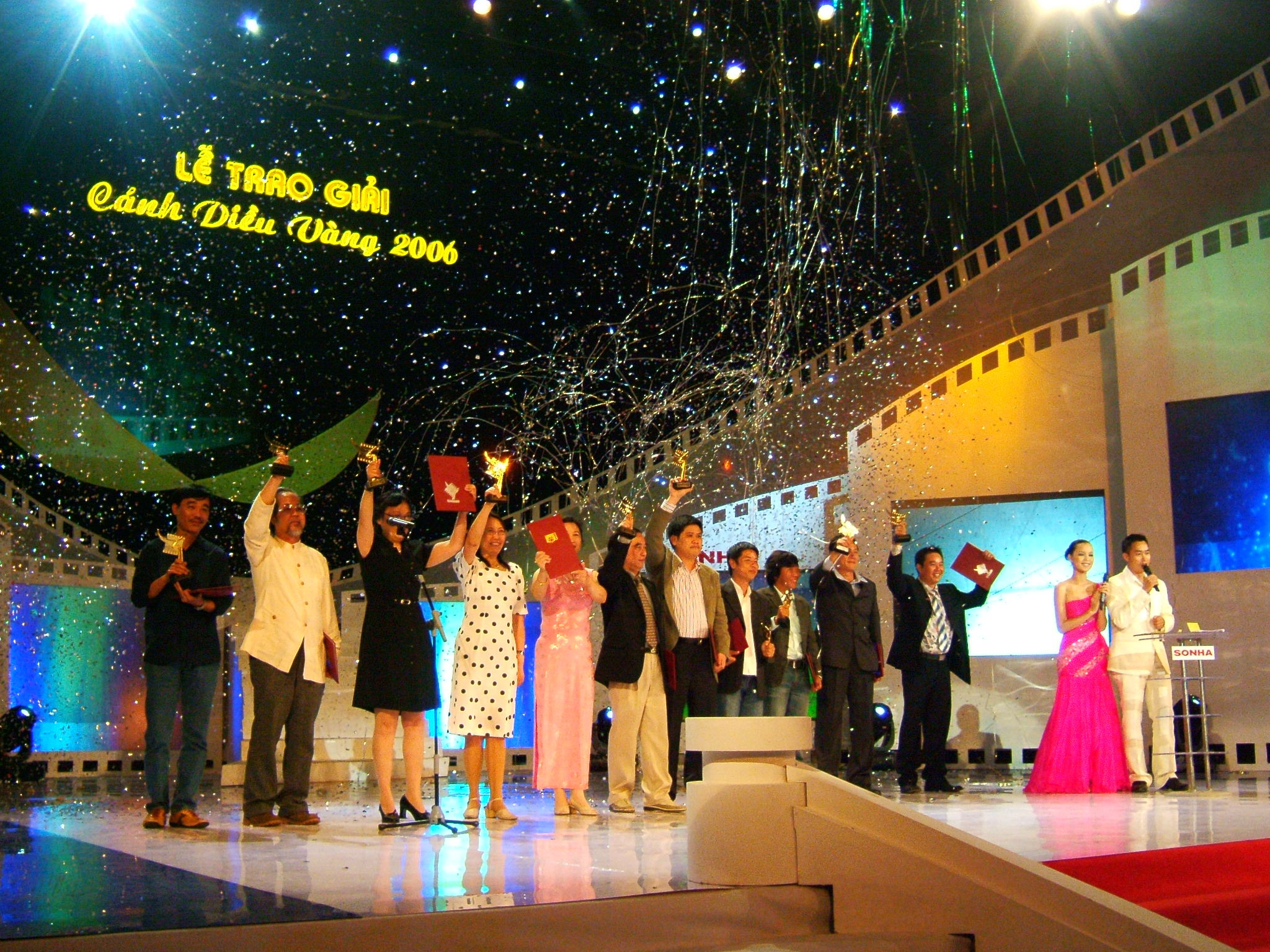

Giải Cánh diều 2006 được Hội điện ảnh Việt Nam tổ chức trao giải vào tối 5 tháng 5 năm 2007 tại Cung Văn hóa hữu nghị Hà Nội. Theo thông lệ của giải, đêm trao giải thường được diễn ra vào tháng ba, nhưng Giải Cánh diều 2006 đã phải hoãn nhiều lần vì không xếp được lịch phát sóng để truyền hình trực tiếp trên VTV. Việc trì hoãn đã giúp hai phim kịp hoàn thành để tham gia giải, đó là Giá mua một thượng đế, đạo diễn Hồ Ngọc Xum, Hãng phim Giải phóng và Vũ điệu tử thần, đạo diễn Bùi Tuấn Dũng, Hãng phim truyện Việt Nam. 
Giải Cánh diều 2006 là cuộc chạy đua giữa hai bộ phim được chú ý nhất là Hà Nội, Hà Nội của hãng phim Hội nhà văn hợp tác với Hãng phim Vân Nam, Trung Quốc và Áo lụa Hà Đông của hãng Phước Sang. Khác với giải lần trước, các bộ phim hợp tác với nước ngoài cũng được xem xét để trao giải chính thức. Tuy Cánh diều vàng 2006 là giải dành cho các tác phẩm của năm 2006, nhưng ngoài hai bộ phim vừa mới hoàn thành Giá mua một thượng đế và Vũ điệu tử thần, tranh giải còn có Lọ lem hè phố của Hãng phim Giải phóng từ năm 2004. Cũng giống như Cánh diều vàng 2005, Cánh diều vàng 2006 tiếp tục bị báo chí chỉ trích vì lộ giải và tổ chức cẩu thả.
Kết quả, hai bộ phim Hà Nội, Hà Nội và Áo lụa Hà Đông đã cùng nhận giải Cánh diều vàng. Hai phim này cùng chiếm nhiều giải cá nhân quan trọng khác. Cánh diều vàng cho Nữ diễn viên chính xuất sắc nhất thuộc về diễn viên Trung Quốc Can Đình Đình trong phim Hà Nội, Hà Nội. Nam diễn viên chính xuất sắc nhất dành cho Quốc Khánh phim Áo lụa Hà Đông. Lọ lem hè phố năm 2004 đã đạt giải Phim có số lượng khán giả mua vé nhiều nhất.

## Phim truyện nhựa

### Cánh diều vàng
- Hà Nội, Hà Nội, đạo diễn Bùi Tuấn Dũng, Lý Vĩ[1]
- Áo lụa Hà Đông, đạo diễn Lưu Huỳnh

Xem thêm Danh sách phim điện ảnh đạt giải Cánh Diều Vàng

### Đạo diễn xuất sắc
- Lưu Huỳnh, phim Áo lụa Hà Đông

### Nữ diễn viên chính xuất sắc
- Can Đình Đình (diễn viên Trung Quốc), phim Hà Nội, Hà Nội

### Nam diễn viên chính xuất sắc
- Quốc Khánh, phim Áo lụa Hà Đông

### Nữ diễn viên phụ xuất sắc
- Thanh Thủy, phim Sinh mệnh

### Nam diễn viên phụ xuất sắc
- Hoàng Hải, phim Hà Nội - Hà Nội

### Biên kịch xuất sắc
- Nguyễn Mạnh Tuấn, phim Sinh mệnh

### Thiết kế mỹ thuật xuất sắc
- Phạm Quang Vĩnh, phim Hà Nội, Hà Nội

### Quay phim xuất sắc
- Trinh Hoan và Nguyễn Tranh, phim Áo lụa Hà Đông

### Âm thanh xuất sắc
- Des O'Neil, phim Áo lụa Hà Đông

### Âm nhạc xuất sắc
- Nguyễn Côn Sinh (nhạc sĩ Trung Quốc), phim Hà Nội, Hà Nội

### Phim truyện nhựa có số lượng khán giả mua vé nhiều nhất
Trong năm 2004, 2005
- Lọ lem hè phố, đạo diễn Lê Hoàng

### Giải báo chí phê bình điện ảnh dành cho phim truyện nhựa
- Sinh mệnh, đạo diễn Đào Duy Phúc

## Phim truyền hình

### Phim truyền hình dài tập
Cánh diều vàng
- Chạy án, đạo diễn Vũ Hồng Sơn

Cánh diều bạc
- Tuyết nhiệt đới, đạo diễn Vũ Ngọc Đãng

### Phim truyền hình ngắn tập
Cánh diều vàng
- Nhà có ba chị em, đạo diễn Đỗ Thanh Hải

Cánh diều bạc
- Cải ơi!, đạo diễn Nguyễn Phương Điền

### Giải đạo diễn phim truyền hình dài tập
- Bùi Tuấn Dũng, phim Đám cưới ở thiên đường

### Giải đạo diễn phim truyền hình ngắn tập
- Đỗ Thanh Hải, phim Nhà có ba chị em

## Phim tài liệu

### Phim tài liệu nhựa
Cánh diều vàng
- Khoảng cách, đạo diễn Trần Phi

Cánh diều bạc
- Câu chuyện thành trì, đạo diễn Lê Thi

### Phim tài liệu video
Cánh diều vàng
- Mêkông ký sự, đạo diễn Phạm Khắc

Cánh diều bạc
- Không chỉ là thương hiệu, đạo diễn Nguyễn Thước
- Khát vọng mùa trăng, đạo diễn Văn Lượng

### Đạo diễn xuất sắc phim tài liệu nhựa và video
- Trần Phi, phim Khoảng cách

## Phim hoạt hình
Cánh diều vàng phim hoạt hình nhựa
- Chuyến đi xa của tắc kè, đạo diễn Trần Khánh Dương

Cánh diều bạc phim hoạt hình nhựa
- Mai An Tiêm, đạo diễn Thái Hùng

## Phim khoa học
Cánh diều bạc
- Mỹ Sơn - miền di sản, đạo diễn Nguyễn Văn Hướng

## Công trình nghiên cứu phê bình điện ảnh
- Văn học nghệ thuật truyền thống với phim truyện Việt Nam của Nhà giáo ưu tú Phan Bích Hà